# Яковенко, Вячеслав Васильевич
Вячеслав Васильевич Яковенко (8 марта 1967, Одинцово, Московская область, СССР) — советский, российский и эстонский хоккеист, тренер.

## Карьера
В советское время выступал в первой лиге, а уже в российское время играл в низших лигах. После окончания карьеры стал работать тренером в спортшколе «Одинцово». Ранее возглавлял клуб МХЛ «Атланты» (Мытищи).

## В сборной
В 1993 году Яковенко в составе сборной Эстонии участвовал в квалификационном турнире группы C Чемпионата мира (2 игры). В 1995 году защитник в составе студенческой сборной России завоевал бронзу на Зимней Универсиаде в испанской Хаке.